# قائمة مواقع التراث العالمي في سلطنة عمان

عُمان ورسمياً سَلْطَنَة عُمان دولة تقع في غرب آسيا وتحتل الموقع الجنوبي الشرقي من شبه الجزيرة العربية وتبلغ مساحتها حوالي 309,500 كيلومترا مربعا يحدها من الغرب السعودية ومن الجنوب الغربي اليمن ومن الشمال الغربي الإمارات العربية المتحدة ولديها ساحل جنوبي مطل على بحر العرب وبحر عمان من الشمال الشرقي.

## الموقع الجغرافي والإرث الحضاري
تمثل عُمان بموقعها في الركن الجنوبي الشرقي لشبه الجزيرة العربية،أقصى امتداد لليابسة العربية صوب شبه القارة الهندية، وكذلك تقترب في الجهة الأخرى من السواحل الأفريقية الشرقية، وكما انها تمثل مدخل منطقة الخليج العربي،وهي قريبة من مدخل البحر الأحمر.
وتمتد على سواحلها سهول خصبة في الشمال والجنوب، شهدت نشاطا زراعيا مكثفا، كما تنتشر الواحات في المناطق الداخلية والمنحدرات الجبلية والتي كانت من مناطق الاستيطان الحضارية الأولى في عمان التاريخية، كما وفرت السواحل العمانية الطويلة وجزرها التي تمتد امامها مصدرا اقتصاديا ونطاقا اجتماعيا للسكان منذ القدم وحتى الآن.
كما أفادت عمان من موقعها بين حضارات مهمة في مناطق مثل الهند والعراق وفارس،فأطلع أهلها على جوانب التقدم لتلك الحضارات وتمكنوا من الاخذ بإنجازاتها، وكان لهم الدور الكبير في نقل تلك الإنجازات إلى حضارات أخرى، لذا توافرت لعمان عوامل أهلتها لتكون مركزا حضاريا، فوفدت إليها الجماعات مع بداية حضارة الإنسان، وبسبب تمركزها بين أهم مناطق الهجرات في عصور ما قبل التاريخ قدم العديد من المهاجرين إليها من شبه الجزيرة العربية التي حل بها الجفاف، فبدأت العديد من الجماعات السامية تتجه إلى مواطن جديدة في الشمال، وكانت هجرة الكنعانيين (الفينيقيين لاحقا) إلى شرقي عمان أهم تلك الهجرات.
وخول له موقعه على ركن هادئ أن ينعم بهدوء تاريخي وسياسي ناذر، خصوصا في منطقة تعرف كل التفاعلات السياسية والبشرية.
كل هذه الأمور ساعدت عمان، بأن يتوفر على مواقع تاريخية مهمة صنفت ضمن التراث الإنساني العالمي لقائمة اليونسكو.

## القائمة
قائمة مواقع التراث العالمي في عمان، مرتبة حسب تاريخ إدراجها في قائمة مواقع التراث العالمي (اليونسكو) وهي كالتالي:
| الصورة | الاسم                                | الموقع                                                                       | النوع | الرقم | سنة التسجيل | ملاحظات |
| ------ | ------------------------------------ | ---------------------------------------------------------------------------- | ----- | ----- | ----------- | --- |
|        | قلعة بهلاء                           | المنطقة الداخلية 22°57′51″N 57°18′4″E / 22.96417°N 57.30111°E                | ثقافي | 433   | 1987        | يعود إنشاء القلعة إلى فترة بني نبهان التي كانت بين القرن الثاني عشر ونهاية القرن الخامس عشر. وهي تتميز بجدران وأبراج من الآجر الخام ومن أسس حجرية.                   |
|        | المواقع الأثرية في بات والخطم والعين | محافظة الظاهرة 23°16′11″N 56°44′42″E / 23.26972°N 56.74500°E                 | ثقافي | 434   | 1987        | تعتبر من المواقع الأثرية والتاريخية التي يعود تاريخها إلى القرن الثالث قبل الميلاد. هذه المواقع يطلق عليها مسمى مقابر خلية النحل.                                    |
|        | أرض اللبان                           | محافظة ظفار 18°15′12″N 53°38′51″E / 18.25333°N 53.64750°E                    | ثقافي | 1010  | 2000        | تتواجد أشجار اللبان في وادي دوكة، وتتميز المنطقة بوجود آثار محيطة بها. حيث كانت تجارة اللبان مزدهرة خلال قرون عدة باعتبارها إحدى النشاطات التجارية في العالم القديم. |
|        | أنظمة الري (الأفلاج)                 | المنطقة الشرقية ومنطقة الباطنة 22°59′56″N 57°32′10″E / 22.99889°N 57.53611°E | ثقافي | 1207  | 2006        | تمثل أنظمة الري الخمسة حوالي 3000 نظام ري تستعمل حتى الآن. ويعود أقدم بناء لها إلى حوالي 500 م، كما أن هناك أدلة أثرية تدل على أنها كانت موجودة منذ 2500 ق م.        |
|        | قلهات                                | ولاية صور 22°42′N 59°22′E / 22.700°N 59.367°E                                | ثقافي | 1537  | 2018        | مدينة قلهات تقع بولاية صور بمحافظة جنوب الشرقية احدى العواصم القديمة لعمان.                                                                                          |

## وصلات خارجية
- (بالعربية) قائمة التراث العالمي - الموقع الرسمي
- (بالإنجليزية) موقع اليونسكو الخاص باتفاقية حماية التراث العالمي الثقافي والطبيعي
- (بالعربية) الفيديو الوثائقية عن التراث العالمي - هيئة الإذاعة اليابانية

## قوائم أخرى
- قائمة مواقع التراث العالمي في الدول العربية
- مواقع التراث العالمي في آسيا
- قائمة مواقع التراث العالمي في المغرب العربي
- قائمة مواقع التراث العالمي غير المادي في المغرب العربي

## مواضيع متعلقة
- قلاع وحصون عمان
- سلطنة عمان